# John Parke Custis
John Parke Custis (Piantagione di White House, 27 novembre 1754 – Eltham, 5 novembre 1781) era il figlio di Martha Washington e figliastro di George Washington.

## Biografia
Era il figlio di Daniel Parke Custis, un ricco proprietario terriero, e di Martha Dandridge, era probabilmente nato a White House, piantagioni dei suoi genitori sul fiume Pamunkey nella contea di New Kent, in Virginia.
A seguito della morte di suo padre nel 1757, ereditò quasi 18.000 ettari di terre e circa 285 africani schiavi. Nel gennaio 1759 sua madre sposò George Washington e la nuova famiglia si trasferì a Mount Vernon. Washington divenne il suo tutore legale e amministratore del Custis Estate. Dopo la morte di sua sorella nel 1773, Custis divenne l'unico erede della tenuta di famiglia. "Jacky" era un bambino afflitto, pigro e non interessato agli studi.

## Matrimonio
Nel 1773, all'età di diciotto anni, "Jacky", come era noto in famiglia, ha annunciato ai suoi genitori il suo fidanzamento con Eleanor Calvert, figlia di Benedict Swingate Calvert e nipote di Charles Calvert, V barone Baltimore. George e Martha rimasero molto sorpresi dalla scelta del matrimonio a causa della giovane età della coppia. Nello stesso anno, Custis ha iniziato a frequentare King's College (in seguito la Columbia University) a New York, ma lasciò subito dopo la morte della sorella.
Il 3 febbraio 1774, Custis sposò Eleanor alla casa della sua famiglia, nella tenuta di Mount Airy, la cui dimora restaurata si trova ora nel Rosaryville State Park nella Contea di Prince George, Maryland. Dopo il loro matrimonio, la coppia si stabilì a White House. Due anni più tardi, Custis acquistò la piantagione di Abingdon nella contea di Fairfax, Virginia.
Ebbero sette figli, quattro dei quali vissuti fino alla maturità:
- Elizabeth (Eliza) Parke Custis (1776-1831), sposò Thomas Law;
- Martha Parke Custis (1777-1854), sposò Thomas Peter;
- Eleanor (Nelly) Parke Custis (1779-1852), sposò Lawrence Lewis;
- George Washington Parke Custis (1781-1857), sposò Mary Lee Fitzhugh.

Custis servì nel personale di Washington durante l'assedio di Boston (1775-1776) e servì da emissario alle forze britanniche.
Nel 1778 Custis venne eletto nella Virginia House of Burgesses come delegato della contea di Fairfax. Washington apparentemente non era soddisfatto della performance segnalata da Custis. Washington ha scritto a Custis: "Non credo che un così giovane senatore come te, così poco esperto nella disquisizione politica, possa ancora avere una grande influenza in un'assemblea popolare, composto da vari talenti e opinioni diverse, ma è nel tuo potere essere presente".

## Morte
Custis servì da assistente civico di Washington durante la battaglia di Yorktown. Tuttavia, Custis contrasse la "febbre da campeggio" (tifo epidemico o una malattia simile) mentre era a Yorktown. Poco dopo la resa di Cornwallis, Custis morì il 5 novembre 1781, a Eltham, nella casa del colonnello Burwell Bassett, cognato di Martha Washington. È stato sepolto nella tomba di famiglia vicino a Queen's Creek nella contea di York, vicino a Williamsburg.
Con la morte prematura di Custis, la vedova ha mandato i suoi due figli più piccoli (Eleanor e George) a Mount Vernon per essere cresciuti dai Washington. Nel 1783, sposò il dottor David Stuart di Alessandria, con la quale ebbe altri sedici figli.
Una parte della tenuta di Abingdon è ora sulla base del Ronald Reagan Washington National Airport. Al momento dell'acquistare Abingdon, Custis ha anche acquistato una proprietà vicina che dopo la sua morte è diventata la piantagione di Arlington e successivamente il cimitero nazionale di Arlington.